# Wilhelm I. (Nevers)
Wilhelm I. (Guillaume I., † 20. Juni 1098) war ein Graf von Nevers, Auxerre und Tonnerre (iure uxoris) aus dem Haus Monceaux. Er war ein Sohn des Grafen Rainald I. und der Adele, einer Tochter des Königs Robert II. von Frankreich.
Er war verheiratet mit Ermengarde, eine Tochter des Grafen Rainald von Tonnerre, die 1065 die Grafschaft Tonnerre erbte, nachdem ihr Cousin, Graf Hugo-Rainald, zum Bischof von Langres gewählt worden war. Ihre Kinder waren:
- Rainald II. (X 5. August 1089), Mitregent des Vaters
- Wilhelm († nach 1099), Graf von Tonnerre
- Robert († 1084), Bischof von Auxerre
- Ermengarde, ⚭ mit Hubert, Vizegraf in Maine
- Helvide, ⚭ mit Wilhelm, Graf von Évreux
- Sibylle (Jolanthe) (* 1058; † 1078), ⚭  Hugo I., Herzog von Burgund von 1076 bis 1078

Wilhelm wurde in der Kirche Saint-Étienne in Nevers bestattet. Weil sein ältester Sohn Rainald II. vor ihm gestorben war, folgte ihm in Nevers und Auxerre direkt sein Enkel Wilhelm II. nach. Die Grafschaft Tonnerre wurde an den zweiten Sohn Wilhelm vererbt.

## Weblink
- Comtes de Nevers 990-1181 bei Foundation for Medieval Genealogy.fmg (englisch)

| Vorgänger    | Amt                                        | Nachfolger  |
| ------------ | ------------------------------------------ | ----------- |
| Rainald I.   | Graf von Nevers Graf von Auxerre 1040–1098 | Wilhelm II. |
| Hugo-Rainald | Graf von Tonnerre (mit Ermengarde) 1065–?  | Wilhelm     |

| Personendaten    | Personendaten                         |
| ---------------- | ------------------------------------- |
| NAME             | Wilhelm I.                            |
| ALTERNATIVNAMEN  | Guillaume I.                          |
| KURZBESCHREIBUNG | Graf von Nevers, Auxerre und Tonnerre |
| GEBURTSDATUM     | 11. Jahrhundert                       |
| STERBEDATUM      | 20. Juni 1098                         |